# NUP43
NUP43 (англ. Nucleoporin 43) – білок, який кодується однойменним геном, розташованим у людей на короткому плечі 6-ї хромосоми. Довжина поліпептидного ланцюга білка становить 380 амінокислот, а молекулярна маса — 42 151.
| 10         |  | 20         |  | 30         |  | 40         |  | 50         |
| ---------- |  | ---------- |  | ---------- |  | ---------- |  | ---------- |
| MEEIYAKFVS |  | QKISKTRWRP |  | LPPGSLQTAE |  | TFATGSWDNE |  | ENYISLWSIG |
| DFGNLDSDGG |  | FEGDHQLLCD |  | IRHHGDVMDL |  | QFFDQERIVA |  | ASSTGCVTVF |
| LHHPNNQTLS |  | VNQQWTTAHY |  | HTGPGSPSYS |  | SAPCTGVVCN |  | NPEIVTVGED |
| GRINLFRADH |  | KEAVRTIDNA |  | DSSTLHAVTF |  | LRTPEILTVN |  | SIGQLKIWDF |
| RQQGNEPSQI |  | LSLTGDRVPL |  | HCVDRHPNQQ |  | HVVATGGQDG |  | MLSIWDVRQG |
| TMPVSLLKAH |  | EAEMWEVHFH |  | PSNPEHLFTC |  | SEDGSLWHWD |  | ASTDVPEKSS |
| LFHQGGRSST |  | FLSHSISNQA |  | NVHQSVISSW |  | LSTDPAKDRI |  | EITSLLPSRS |
| LSVNTLDVLG |  | PCLVCGTDAE |  | AIYVTRHLFS |  |            |  |            |

A: Аланін

C: Цистеїн

D: Аспарагінова кислота

E: Глутамінова кислота

F: Фенілаланін

G: Гліцин

H: Гістидин

I: Ізолейцин

K: Лізин

L: Лейцин

M: Метіонін

N: Аспарагін

P: Пролін

Q: Глутамін

R: Аргінін

S: Серин

T: Треонін

V: Валін

W: Триптофан

Задіяний у таких біологічних процесах, як транспорт, транспорт білків, клітинний цикл, поділ клітини, мітоз, розходження хромосом, транспорт мРНК, транслокація, ацетилювання, альтернативний сплайсинг. 
Локалізований у ядрі, хромосомах, комплексі ядерної пори, центромерах, кінетохорі.